# SICRAL
SICRAL (Sistema Italiano per Comunicazioni Riservate ed Allarmi – deutsch: „Italienisches System für geheime Kommunikation und Notlagen“) ist die Bezeichnung des satellitengestützten Kommunikationssystems der italienischen Streitkräfte. Das SICRAL-System besteht aus zwei Satelliten, einer Bodenstation in Vigna di Valle bei Rom und den Terminals der eingebundenen Benutzer (Flugzeuge, Schiffe, mobile Landstreitkräfte).
2001 wurde der militärische Kommunikationssatellit SICRAL 1 in Betrieb genommen, am 20. April 2009 folgte als Ergänzung der Satellit SICRAL 1B. Ursprünglich war geplant, 2013 SICRAL 1 durch SICRAL 2 zu ersetzen, der Satellit wurde jedoch erst im  April 2015 gestartet.